# Bálint napi Balassi-fesztivál
A Bálint napi Balassi-fesztivál a Balassi Bálint-emlékkard elnevezésű magyar alapítású nemzetközi irodalmi díjhoz kapcsolódó évente egyszer, február közepén több helyszínen megrendezett irodalmi ünneplés. 1997. február 14-étől Molnár Pál (újságíró) kezdeményezésére az általa megalapított Balassi Bálint-emlékkard elnevezésű irodalmi díjat adják át ezen a napon Budán. A díjalapító az amerikanizálódás ellen próbál azóta is európai jelleget adni a Bálint napnak.

## Története
A Bálint napi Balassi-fesztivál a Balassi Bálint-emlékkard magyar alapítású nemzetközi irodalmi díjhoz később kapcsolódott: 2006-ban hirdette meg először a díjalapító. Ettől kezdve Európára kiterjedő igénnyel irodalmi estek  megszervezését kérte a pályázóktól. E naphoz kapcsolódóan a legnagyobb részvétel évében 39 helyszínen – Lisszabontól Székelyudvarhelyig – idézték fel Balassi költészetét a Bálint nap ünnepkörében. Az utóbbi években tíz és húsz helyszín kapcsolódik be a költészet ünneplésébe. Általában a magyar nyelvterületen rendeznek találkozót a Bálint napi Balassi-fesztiválhoz kapcsolódóan, az ünnepség hivatalos jelmondata – szlogenje: Az európai életérzés ünnepe.
A fesztivál egyetlen kötelező mozzanata: a közönség előtt meg kell nevezni az adott Bálint napon a Balassi Bálint-emlékkarddal kitüntetett magyar költőt és külföldi műfordítót. Boros rendezvényeken ezen irodalmárok egészségére kell elsőként koccintani. E mozzanat mellett a szervezők saját ötleteikkel gazdagíthatják az ünneplést. A fesztivál témáját minden év szeptember elsején az európai Balassi-kultusz központjának www.balassi.eu honlapján teszi közzé a díjalapító. 
A Bálint napi Balassi-fesztivál elsősorban a XVI. századi európai költőóriás alkotásait igyekszik a XXI. századi fiatalság élménykínáló szellemi kincsévé emelni. Ráirányítja a figyelmet a Balassi Bálint-emlékkarddal kitüntetett magyar költők és külföldi műfordítók munkásságára is. Sugallja, hogy a verseket énekelni is lehet – megfelelő színvonalú dallammal. Lehetőséget akar teremteni arra, hogy a mai európai fiatalok találkozzanak az irodalom értékével. Ismerjék fel, hogy a kontinens irodalma az európai mítosz eleme: ettől a művészeti kincstől is van valami közös a litván földművesben és a katalán táncosban, a skót tengerészben és a görög énektanárban. A költészet is felkeltheti az európai életérzést. 

2006. Bálint napi Balassi-fesztivál
2007. Bálint napi Balassi-fesztivál
2008. Bálint napi Balassi-fesztivál
2009. Bálint napi Balassi-fesztivál: Balassi, a természet szerelmese
2010. Bálint napi Balassi-fesztivál: Balassi, a lovasok kapitánya
2011. Bálint napi Balassi-fesztivál: Balassi és a váras városok
2012. Bálint napi Balassi-fesztivál: Balassi, a madarakkal szárnyaló
2013. Bálint napi Balassi-fesztivál: Balassi, a borok barátja
2014. Bálint napi Balassi-fesztivál: Balassi, az Isten embere
2015. Bálint napi Balassi-fesztivál: Balassi, az édes haza versbe foglalója
2016. Bálint napi Balassi-fesztivál: Balassi, a virágokkal nyíló
2017. Bálint napi Balassi-fesztivál: Balassi kardtársai
2018. Bálint napi Balassi-fesztivál: Balassi és a fegyverek
2019. Bálint napi Balassi-fesztivál: Balassi hódolói
2020. Bálint napi Balassi-fesztivál: Balassi vitéz társai